# Lonka-patak
A Lonka-patak (más néven Luzsanka, ukránul: Лужанка [Luzsanka]) folyó Kárpátalján, a Tarac jobb oldali mellékvize. Hossza 34 km, vízgyűjtő területe 142 km². Esése 31 ‰.
A Kraszna-havason, a Topasz keleti lejtőjén ered. Déli irányban folyik. Nyéresházán torkollik a Taracba. 

## Települések a folyó mentén
- Prihud (Пригідь)
- Fontenyásza (Фонтиняси)
- Széleslonka (Широкий Луг)
- Tiszaló (Тисалово)
- Nyéresháza (Нересниця)